# 百善街道
百善街道，是中华人民共和国安徽省淮北市烈山区下辖的一个乡镇级行政单位。

## 行政区划
百善街道下辖以下地区：
北村社区和南村社区。